# Sonny Milano
Frank „Sonny“ Milano (* 12. Mai 1996 in Massapequa, New York) ist ein US-amerikanischer Eishockeyspieler, der seit Oktober 2022 bei den Washington Capitals aus der National Hockey League (NHL) unter Vertrag steht und dort auf der Position des linken Flügelstürmers spielt. Zuvor verbrachte Milano bereits etwa fünf Jahre in der Organisation der Columbus Blue Jackets sowie zwei Spielzeiten bei den Anaheim Ducks in der NHL.

## Karriere
Milano spielte während seiner Juniorenzeit zwischen 2011 und 2012 zunächst für die Cleveland Barons in der North American Hockey League (NAHL). Anschließend war er zwei Jahre für das US National Team Development Program in der United States Hockey League (USHL) aktiv. Obwohl er im NHL Entry Draft 2014 bereits in der ersten Runde an 14. Stelle von den Columbus Blue Jackets aus der National Hockey League (NHL) ausgewählt und wenig später von diesen unter Vertrag genommen worden war, schloss sich der Stürmer zunächst den Plymouth Whalers aus der Ontario Hockey League (OHL) an. Gegen Ende der Saison 2014/15 gab Milano schließlich sein Profidebüt für die Springfield Falcons in der American Hockey League (AHL).
Im Sommer 2016 wurden Milanos OHL-Rechte zunächst an die Flint Firebirds überschrieben, die die Geschäfte der Plymouth Whalers übernommen hatten. Diese transferierten selbige aber alsbald zum Ligakonkurrenten London Knights. Da sich die Columbus Blue Jackets aber entschieden, ihre Erstrundenwahl weiter auf Profilevel an die NHL heranzuführen, verbrachte Milano die Spielzeit beim neuen Farmteam der Blue Jackets, den Lake Erie Monsters. Mit diesen gewann er am Saisonende den Calder Cup. Im Saisonverlauf feierte Milano auch sein NHL-Debüt und kam in drei Partien für Columbus zum Einsatz.
Nach etwa fünf Jahren in der Organisation der Blue Jackets wurde Milano zur Trade Deadline im Februar 2020 an die Anaheim Ducks abgegeben, während im Gegenzug Devin Shore nach Columbus wechselte. In Anaheim war er bis Juli 2022 aktiv, als sein auslaufender Vertrag nach der Saison 2021/22 nicht verlängert wurde. Obwohl Milano in seiner letzten Spielzeit bei den Ducks in 66 Partien insgesamt 34 Scorerpunkte gesammelt hatte, fand er über den Sommer keinen neuen Arbeitgeber in der NHL und auch eine Einladung zum Probetraining bei den Calgary Flames brachte ihm nicht das gewünschte Vertragsangebot ein. Erst Mitte Oktober erhielt er einen Jahresvertrag von den Washington Capitals.

### International
Milano nahm für sein Heimatland an der World U-17 Hockey Challenge 2013, der U18-Junioren-Weltmeisterschaft 2014 sowie den U20-Junioren-Weltmeisterschaften 2015 und 2016 teil. Dabei konnte er bei der World U-17 Hockey Challenge und der U20-Junioren-Weltmeisterschaft 2016 die Bronzemedaille gewinnen. Bei der U18-Junioren-Weltmeisterschaft 2014 krönte sich das Team zum Weltmeister dieser Altersklasse. Milano erzielte im Finalspiel den vorentscheidenden Treffer zum 3:2 beim 5:2-Sieg über Tschechien.
Für die A-Nationalmannschaft seines Heimatlandes debütierte er im Rahmen der Weltmeisterschaft 2018 und gewann dort mit dem Team die Bronzemedaille.

## Erfolge und Auszeichnungen
- 2016 Calder-Cup-Gewinn mit den Lake Erie Monsters

### International
- 2013 Bronzemedaille bei der World U-17 Hockey Challenge
- 2014 Goldmedaille bei der U18-Junioren-Weltmeisterschaft
- 2016 Bronzemedaille bei der U20-Junioren-Weltmeisterschaft
- 2018 Bronzemedaille bei der Weltmeisterschaft

## Karrierestatistik
Stand: Ende der Saison 2024/25

### International
Vertrat die USA bei:
| - World U-17 Hockey Challenge 2013 - U18-Junioren-Weltmeisterschaft 2014 - U20-Junioren-Weltmeisterschaft 2015 | - U20-Junioren-Weltmeisterschaft 2016 - Weltmeisterschaft 2018 |

(Legende zur Spielerstatistik: Sp oder GP = absolvierte Spiele; T oder G = erzielte Tore; V oder A = erzielte Assists; Pkt oder Pts = erzielte Scorerpunkte; SM oder PIM = erhaltene Strafminuten; +/− = Plus/Minus-Bilanz; PP = erzielte Überzahltore; SH = erzielte Unterzahltore; GW = erzielte Siegtore; 1 Play-downs/Relegation; Kursiv: Statistik nicht vollständig)